# JR Reed
Jason "JR" Reed (Corvallis, 13. prosinca, 1967.), američki je glumac.

## Vanjske poveznice
- JR Reed na IMDB-u